# مغالطه مقدمات منفی
مغالطه مقدمات منفی نوعی مغالطه ساختاری (صوری) است و وقتی روی می‌دهد که در قیاس یک نتیجهٔ ایجابی (نتیجه مثبت) از ترکیب یکی یا دو مقدمهٔ سلبی (فرض منفی) استدلال شود، یا به اصطلاح دیگر عبارت است از نتیجه‌گیری از قیاسی با مقدمتین سالبه.
برای مثال:
من این چرندها را نمی‌خوانم. افرادی که این چرندها را می‌خوانند از ادبیات سر درنمی‌آورند؛ بنابراین من از ادبیات سر درمی‌آورم.
گوینده مغالطه در اینجا چنین وانمود می‌کند که چون «او» زیرمجموعه «مجموعهٔ خوانندگان چرندیات» نیست و «مجموعهٔ خوانندگان چرندیات» نیز زیرمجموعهٔ «مجموعهٔ آشنایان با ادبیات» نیستند، «او» زیرمجموعهٔ «مجموعهٔ آشنایان با ادبیات» است، که استدلالی غلط است.
مثال دیگر:
هیچ دست‌فروشی نانوا نیست و هیچ نانوایی ماهی‌گیر نیست، بنابراین هیچ دستفروشی ماهی‌گیر نیست.— 
تنها نتیجه‌ای صحیحی که می‌توان از این مقدمات استدلال کرد این است که (در صورت وجود نانواها) بعضی افراد هستند که دست‌فروش نیستند و ماهی‌گیر نیز نیستند.
نگارش صوری این مغالطه به این شکل است که:
یعنی «اگر اشتراک آ و ب تهی باشد و اشتراک ب و ج نیز تهی باشد، آ زیر مجموعهٔ ج است» که اشتباه است و تنها استدلال صحیحی که از این دو مقدمه می‌توان کرد این است که «زیرمجموعه‌ای از ج وجود دارد که با آ اشتراک نداشته باشد.»
در استدلال صحیح منطقی، اگر مقدمه‌های یک قیاس سلبی (منفی) باشند نتیجه هم باید منفی باشد.